# Редентора
Редентора (порт. Redentora)  —  муниципалитет в Бразилии, входит в штат Риу-Гранди-ду-Сул. Составная часть мезорегиона Северо-запад штата Риу-Гранди-ду-Сул. Входит в экономико-статистический  микрорегион Трес-Пасус. Население составляет 8602 человека на 2006 год. Занимает площадь 302,640 км². Плотность населения — 28,4 чел./км².

## История
Город основан 12 апреля 1964 года. 

## Статистика
- Валовой внутренний продукт на 2003 составляет 44.427.559,00 реалов (данные: Бразильский институт географии и статистики).
- Валовой внутренний продукт на душу населения на 2003 составляет 5.098,41 реалов (данные: Бразильский институт географии и статистики).
- Индекс развития человеческого потенциала на 2000 составляет 0,669 (данные: Программа развития ООН).